# Indie na Letních olympijských hrách 2004
Indie se účastnila Letní olympiády 2004. Zastupovalo ji 73 sportovců ve 14 sportech.

## Medailisté
| Medaile | Jméno                | Sport             | Soutěž           |
| ------- | -------------------- | ----------------- | ---------------- |
| Stříbro | Rajyavardhan Rathore | Sportovní střelba | muži double trap |